# Magdalena Wunderlich
Magdalena Wunderlich (n. 16 mai 1952, Pullach im Isartal, Bavaria, Germania) este o caiacistă ce a reprezentat Germania, medaliată olimpică. A participat la o ediție a Jocurilor Olimpice (1972) în care a câștigat o medalie de bronz.

## Participări
Lista de mai jos prezintă principalele competiții la care a participat Magdalena Wunderlich de-a lungul carierei.
- canoeing at the 1972 Summer Olympics – women's slalom K-1[*]